# Manuel Lambrisca
Manuel Lambrisca (Junín, Buenos Aires, 2 de julio de 1997) es un basquetbolista argentino que juega en las posiciones de escolta y alero en el San Isidro de La Liga Argentina.

## Trayectoria
Formado en la cantera de Ciclista Juninense, pudo debutar con el equipo superior en enero de 2015. Aunque intervino en 5 partidos más de la Liga Nacional de Básquet, esa temporada estuvo asignado a la escuadra que compitió en la Liga de Desarrollo. Posteriormente jugó 9 partidos en el Torneo Nacional de Ascenso, hasta que en febrero de 2016 su club lo cedió a Sarmiento de Junín para disputar el Torneo Federal de Básquetbol. 
La temporada 2016-17 la disputó también en el TNA, pero como miembro del plantel de Petrolero de Plaza Huincul, donde tuvo más oportunidades de jugar.
Su paso a La Unión de Colón en agosto de 2017 le serviría para empezar a consolidarse como una figura de la segunda categoría del baloncesto profesional argentino. Estando en Entre Ríos, fue convocado por equipos rionegrinos durante el receso de la liga para actuar en el Torneo Integración de Básquetbol, una competición regional destinada a equipos del Alto Valle del río Negro. 
Esa presencia suya en el norte de la Patagonia despertó el interés del club roquense Del Progreso, que lo fichó a mediados de 2019. Sin embargo, en diciembre de ese año, Lambrisca sufrió una lesión en una de sus rodillas que lo terminó alejando durante varios meses de las canchas.
En agosto de 2022 se anunció el retorno de Lambrisca a Ciclista Juninense. El escolta disputó las siguientes dos temporadas como titular en su equipo, intentando sin éxito conseguir el regreso del club a la LNB. En el ínterin de ambas temporadas, Lambrisca realizó su primera experiencia fuera de su país al actuar en la Liga DOS de Chile como parte del Boston College.
San Isidro de San Francisco lo contrató en julio de 2023.

## Selección nacional
Lambrisca formó parte del seleccionado universitario de Argentina que, en agosto de 2023, terminó cuarto en la Universiada de 2021.